# Xã Mineral Springs, Quận Slope, Bắc Dakota
Xã Mineral Springs (tiếng Anh: Mineral Springs Township) là một xã thuộc quận Slope, tiểu bang Bắc Dakota, Hoa Kỳ. Năm 2010, dân số của xã này là 23 người.